# Playmobil: La película
Playmobil: La película (conocida en inglés: Playmobil: The Movie) es una película francesa de comedia de aventuras animada por computadora y de acción en vivo basada en el juguete de construcción alemán Playmobil. Es dirigida por Lino DiSalvo en su debut como director, escrita por Blaise Hemingway y producida por On Animation Studios.
La película es protagonizada por las voces de Anya Taylor-Joy, Gabriel Bateman, Daniel Radcliffe, Jim Gaffigan, Meghan Trainor y Adam Lambert. Fue estrenada el 7 de agosto de 2019 en Francia por Pathé, y el 6 de diciembre de 2019 Estados Unidos por STX Entertainment.

## Argumento
Marla es una joven de espíritu libre que ha crecido para ser responsable, pero es sobreprotectora para cuidar de su hermano Charlie, quien se ha vuelto solo y se ha desconectado de ella después de la muerte de sus padres. Una noche, Charlie se escapa para visitar un museo de juguetes con una exhibición de Playmobil. Después de que Marla llega y le dice a Charlie que se vaya del lugar, un faro los ilumina y los transporta al mundo de Playmobil.
Marla y Charlie se encuentran en medio de una batalla vikinga, y Charlie los ayuda hasta que es secuestrado por un grupo de piratas. Frenética por encontrar a su hermano, Marla va al pueblo más cercano con la esperanza de pedir ayuda, y se encuentra con Del, el conductor de un camión de comida cuyo cliente se niega a pagarle por el heno rosado que hace que a los caballos del pueblo les broten alas. Mientras Marla intenta formar un grupo para encontrar a Charlie, Del la saca de los problemas cuando muestra oro vikingo a toda la ciudad y acepta ayudar a Marla a encontrar a su hermano a cambio del oro.
Marla y Del se encuentran con Rex Dasher, un agente secreto y un viejo amigo de Del. Rex explica que varios personajes han desaparecido, y el grupo se cuela en un cuartel general de espías villanos para encontrar información sobre las desapariciones. A pesar de algunos problemas, recopilan con éxito los datos y escapan, pero Rex es capturado más tarde por los piratas. Lo llevan a Constantinopolis y encuentra a Charlie, que había sido encerrado con otros personajes por el emperador Maximus, quien tiene la intención de que los prisioneros luchen hasta la muerte. Rex le dice a Charlie que Marla lo había estado buscando, lo que anima a Charlie a separarse. Sin embargo, más tarde se permite que lo recapturen para que los otros personajes puedan escapar.
Del reconoce que un dispositivo utilizado por los piratas pertenece a Glinara, una señora del crimen alienígena. Después de reunirse con ella a cambio de información, Del se ofrece a pagar el doble de lo que le debe. Glinara está de acuerdo y revela que le vendió el dispositivo a Maximus. Sin embargo, Del no puede cumplir con su parte del trato, ya que a Marla solo le quedaban dos piezas de oro. Enfurecido, Glinara los captura e intenta dejarlos caer en un portal, pero el sirviente robot de Glinara, Robotitron, los salva, pirateando el portal y arrojando al grupo a un bosque. Del deja el grupo, molesto por el engaño de Marla. Marla y Robotitron se pierden en el bosque hasta que Marla golpea accidentalmente a un hada madrina, quien la anima a continuar su búsqueda y la envía a Constantinopolis.
Al llegar a la ciudad, Marla llega a un coliseo donde Charlie está a punto de luchar contra un Tyrannosaurus rex. Charlie y Marla trabajan juntos para luchar contra el T-Rex, pero fue en vano. Del pronto llega con su camión de comida, y Marla usa lo último del heno rosado de Del para convertir al T-Rex en inofensivo. Un Maximus enfurecido ordena a sus guardias que los arresten, pero los guardias revelan que son Rex y los guerreros desaparecidos, quienes luego encierran a Maximus dentro de una jaula. Mientras todos celebran su victoria, Marla y Charlie usan el T-Rex para volar de regreso al faro y regresar al mundo real, donde se revela que estuvieron desaparecidos por solo cinco minutos. En buenos términos, Marla le promete a Charlie que su relación se arreglará.
En una escena de mitad de créditos, uno de los guardias de seguridad encuentra una figura de Maximus en el suelo junto a una jaula. Mientras lo coloca en la cima del Monte Olimpo, se escucha la risa de Maximus.

## Reparto
- Anya Taylor-Joy como Marla Brenner.
- Gabriel Bateman como Charlie Brenner.

### Voces
Se muestran datos de la versión inglesa.
- Jim Gaffigan como Del, conductor de un camión de comida.
- Daniel Radcliffe como Rex Dasher, un agente secreto
- Meghan Trainor como hada madrina
- Adam Lambert como el Emperador Maximus.
- Kenan Thompson como Bloodbones.
- Wendi McLendon-Covey
- Lino DiSalvo como Robotitron.

Se muestran datos de la versión inglesa.
- Laura Monedero como Marla Brenner.
- Elena Barra como Charlie Brenner.
- Paco Gázquez como Del, conductor de un camión de comida.
- Jordi Boixaderas como Rex Dasher, un agente secreto
- Nerea Rodríguez como hada madrina
- Ángel Llácer como el Emperador Maximus.
- Juan Antonio Bernal como Bloodbones.

## Producción
Originalmente, se esperaba que una película animada titulada Playmobil: Robbers, Thieves & Rebels, producida por On Entertainment, Wild Bunch y Pathé, fuera estrenada a finales de 2017.
La película originalmente involucró a Bob Persichetti como director y guionista. Es la primera en una trilogía de películas animadas teatrales basadas en Playmobil. La película fue animada en las instalaciones canadienses de la animación, también se suponía que originalmente sería distribuida por Cross Creek Pictures.  
El 9 de febrero de 2016, Lino DiSalvo se unió para dirigir la película con un presupuesto de $75 millones, en reemplazo de Persichetti. Dimitri Rassam y Aton Soumache de On Animation Studios producen la película. El 12 de mayo de 2016, Open Road Films adquirió los derechos estadounidenses de la película, cuyo guion fue escrito por Blaise Hemingway. Sería el debut como director de DiSalvo después de pasar 17 años en Disney Animation. Alexis Vonarb, Axel Von Maydell y Moritz Borman también producirían la película.
El 17 de noviembre de 2017, se informó que Wendi McLendon-Covey protagonizaría la película. La película es un híbrido CG / en vivo.
En junio de 2018, la producción de la película se puso en marcha y se revelaron algunos detalles de la película, durante una sesión en el Festival Internacional de Cine de Animación de Annecy. En octubre de 2018, se anunció el elenco de voces principales que incluía a Anya Taylor-Joy, Gabriel Bateman, Daniel Radcliffe, Jim Gaffigan, Meghan Trainor y Adam Lambert, mientras que Trainor y Lambert también escribirían y cantarían canciones originales para la película.

## Estreno
Playmobil: The Movie fue estrenada en Francia por Pathé el 7 de agosto de 2019 y otros países lo siguen después de eso. La película está programada para estrenarse en EE. UU. el 25 de diciembre de 2019 por STX Entertainment y Global Road Entertainment. Originalmente estaba programada para ser estrenada por Open Road Films el 18 de enero de 2019, pero se retrasó hasta el 19 de abril de 2019. Debido a la bancarrota de Global Road, los derechos de algunas de sus películas se vendieron a Sony Pictures. El tráiler fue lanzado el 1 de diciembre de 2018.
En Estados Unidos, la película fue estrenada el 6 de diciembre de 2019 por STX Entertainment.

## Recepción
En Rotten Tomatoes, la película tiene una calificación de aprobación del 24 % basada en 37 críticas, con una calificación media de 4.33/10. El acuerdo crítico dice: " Al igual que los juguetes que anuncia, Playmobil: La película parece tristemente destinada a ser considerada como una alternativa simple pero menos deseable a la competencia". En Metacritic, la película tiene una puntuación media peso de 25 de 100, basada en 6 críticos, lo que indica " críticas generalmente negativas".
Guy Lodge de la revista Variety escribió: "Un intento de hacer por el colectivo sonriente y con manos de garra lo que The Lego Movie hizo por el humilde ladrillo de plástico - pero sin ese éxito de éxito, autoconsciente y la invención visual de Lino DiSalvo La película hiperactivo nunca trasciende su propósito de flagelación de productos". Olly Richards escribió en Empire: "Tal vez sea apropiado para Playmobil: La película es antigua, dura y sólo adecuada para los de entre cuatro y diez años, pero seguro que no es muy divertido". Robbie Collin para The Daily Telegraph, se compara con ver la película a " ser golpeado en la cabeza con el catálogo Argos," y lo llamó un "bombardeo de marca blaringly".